# Cole Camp
Cole Camp é uma cidade localizada no estado americano de Missouri, no Condado de Benton.

## Demografia
Segundo o censo americano de 2000, a sua população era de 1028 habitantes.
Em 2006, foi estimada uma população de 1151, um aumento de 123 (12.0%).

## Geografia
De acordo com o United States Census Bureau tem uma área de
2,5 km², dos quais 2,5 km² cobertos por terra e 0,0 km² cobertos por água. Cole Camp localiza-se a aproximadamente 330 m acima do nível do mar.

## Localidades na vizinhança
O diagrama seguinte representa as localidades num raio de 28 km ao redor de Cole Camp.